# Penarth Head
Penarth Head è un promontorio a Penarth, sulla costa meridionale del Galles, vicino alla capitale del Galles Cardiff. Il promontorio si trova a sud della baia di Cardiff e della diga di sbarramento di Cardiff.
Come il resto delle scogliere di Penarth, Penarth Head è composta da arenaria e alabastro leggermente erodenti. Il promontorio si trova a circa 70 mslm, il punto più alto del South Glamorgan. Penarth Head offre una buona vista della città e della campagna circostante. L'artista impressionista Alfred Sisley dipinse da qui.